# João de Faria Fialho
João de Faria Fialho, natural da Ilha de São Sebastião (São Paulo), hoje Ilhabela, foi vigário de Taubaté e bandeirante. Era filho do capitão Thomé de Faria Sodré e sua esposa Maria Luiz Fialho, irmão de Antônio de Faria Sodré. Dirigiu uma expedição em 1698 responsável pela descoberta de ouro na região de Ouro Preto, em Minas Gerais.
Sobre a bandeira deste padre, comentaria mais tarde José Rebelo Perdigão, secretário do governador Artur de Sá e Menezes:
"Com a mesma emulação [refere-se a Bartolomeu Bueno de Siqueira] fez sua tropa o padre João de Faria Fialho e em breve tempo descobriu o ribeirão do seu nome". Sendo, no caso, nos córregos que descem do Itacolomi). "Porém como os que tinham mais armas e mais séquito eram sempre nestes descobrimentos os mais bem aquinhoados, determinaram-se os mal contentes a formarem novas Bandeiras. Uma destas descobriu ou socavou o ribeirão que chamou Bento Rodrigues, nome do cabo, de tanta grandeza que tiraram nele bateladas de 200 e 300 oitavas, e a mais, em proporção. E foi tanta a gente que concorreu que em 1697 valeu o alqueire de milho 64 oitavas e o  mais na proporção".
Em um relatório de 9 de novembro de 1703, de Antônio Luiz Peleja, ouvidor geral de São Paulo, ao rei D. Pedro II o Padre é citado: vigário de Taubaté, decidira unir-se em 1694 a uma das bandeiras que partia buscar ouro na região dos Campos gerais dos Cataguás. Teria descoberto, na região do Rio Grande e do Rio das Mortes, "três rios de pinta muito boa e geral de ouro de lavagem" e, anos depois, na região de Ouro Preto, o ribeiro aurífero que leva seu nome. Toda sua atividade de bandeirante, segundo Peleja, visava apenas fornecer rendas à paróquia nascente de Nossa Senhora do Bom Sucesso de Pindamonhangaba, a três léguas de Taubaté, e seu vigário.
Tal carta de Peleja é o documento 2785-90 da Biblioteca Nacional de Lisboa, Arquivo de Marinha e descreve ela ainda que ainda em Pindamonhangaba um reinol, viajando para as Minas, recusara-se a vender fiado uma negra a um nacional da terra. Este, sem mais causa, atira-lhe com a espingarda e o mata, de dia, publicamente, em presença de muitos, dizendo: "Assim se ensinam os forasteiros". Começava a luta que terminaria na Guerra dos Emboabas: em todos os homens das bandeiras uma só alma vibra, o ódio aos estrangeiros os reduzia a uma só vontade, crescendo o amor do solo. Principio de desejo de autonomia ou para apenas garantir um patrimônio inestimável, nunca se saberá. Pela posse das Minas vão-se bater com a consciência de suas forças - é a primeira repulsa ao português, ao reinol.